# Time After Time (serie televisiva)
Time After Time è una serie televisiva statunitense creata da Kevin Williamson e trasmessa dal 5 marzo 2017 dall'emittente ABC.
La serie è un adattamento televisivo del film del 1979 L'uomo venuto dall'impossibile, a sua volta ispirato dal romanzo Time After Time di Karl Alexander.
Il 29 marzo 2017, la serie viene cancellata dopo 5 episodi trasmessi. I restanti sono stati mandati in onda dalla versione spagnola del canale AXN nel corso dell'estate seguente.

## Trama
Nel 1893 H. G. Wells è un giovane aspirante scrittore, in cerca di un editore che pubblichi i suoi libri. Ha organizzato una cena nella sua casa vittoriana per presentare una macchina del tempo da lui inventata. Alla presentazione partecipa anche il suo amico e chirurgo John Stevenson. La serata è interrotta dall'arrivo della polizia in cerca del famigerato serial killer Jack lo squartatore. Quando la sua doppia identità viene rivelata, Stevenson fugge con la macchina del tempo di Wells, ritrovandosi nella moderna Manhattan. Wells decide di seguirlo con l'intento di fermarlo. I due amici/nemici avranno un approccio diverso al mondo moderno.

## Personaggi e interpreti
- H. G. Wells, interpretato da Freddie Stroma Uno scrittore ed intellettuale del XIX secolo, inventore della macchina del tempo che usa per viaggiare nel 2017 per catturare John.
- Dr. John Stevenson/Jack lo squartatore, interpretato da Josh Bowman Un chirurgo di Londra ed amico di Wells che è segretamente un noto serial killer, scappato, usando la macchina del tempo di Wells, nel 2017.
- Jane Walker, interpretata da Génesis Rodríguez Assistente curatrice del New York Metropolitan Museum.
- Vanessa Anders,[6] interpretata da Nicole Ari Parker Una filantropa benestante e pro-pro-pronipote di Wells.
- Brooke Monroe,[7] interpretata da Jennifer Ferrin Una dottoressa di neuropatologia con un interesse per Stevenson.
- Griffin Monroe, interpretato da Will Chase Un politico coinvolto romanticamente con Vanessa Anders, che ha un obiettivo segreto riguardo alla macchina del tempo di Wells. Fratello di Brooke Monroe.
- Jesse Givens, interpretato da Jordin Sparks

## Episodi
Ad eccezione dell'episodio pilota e dell'ultimo episodio, ogni episodio prende il nome da una frase della canzone Time After Time di Cyndi Lauper, che a sua volta prese il nome dal film omonimo del 1979. Il film stesso è basato sul romanzo omonimo usato come materiale di ricerca per la serie.
| Stagione       | Episodi | Prima TV Originale | Prima TV Italia |
| -------------- | ------- | ------------------ | --------------- |
| Prima stagione | 12      | 2017               | inedita         |